# Селецька волость (Краснинський повіт)
Селецька волость — історична адміністративно-територіальна одиниця Краснинського повіту Смоленської губернії з центром у селі Селець.
Станом на 1885 рік складалася з 23 поселень, 17 сільських громад. Населення — 3272 особи (1668 чоловічої статі та 1604 — жіночої), 388 дворових господарств.
|                     | Площа, десятин | У тому числі орної, дес. |
| ------------------- | -------------- | ------------------------ |
| Сільських громад    | 7559           | 3207                     |
| Приватної власності | 6213           | 990                      |
| Іншої власності     | 85             | 36                       |
| Загалом             | 13837          | 4233                     |

Найбільші поселення волості станом на 1885:
- Селець — колишнє власницьке село при річці Молохова, 264 особи, 38 дворів, православна церква, школа.
- Самсони — колишнє власницьке село при річці Вешенка, 356 осіб, 50 дворів, православна церква, богодільня, школа.